# مطابع النقد المجرية
مطابع النقد المجرية(المجرية: Magyar Pénzverő) هي دار سك العملة مملوكة للحكومة وتنتج عملات معدنية متداولة لهنغاريا. بصفتها شركة خاصة ، فإن دار سك العملة مملوكة بالكامل للبنك الوطني الهنجري وهي الهيئة الوحيدة المسؤولة عن سك عملات الفورنت المجري. بالإضافة إلى سك العملات المعدنية المتداولة للاستخدام المحلي ، تنتج مطابع النقد أيضًا مجموعة من العملات التذكارية وميداليات الشركات المصنعة.

## وصلات خارجية
- موقع المطابع